# Auer (Moritzburg)
Der Auer ist ein Ortsteil der Gemeinde Moritzburg im Landkreis Meißen, Freistaat Sachsen.

## Geografie
Der Auer liegt im Westen des Moritzburger Gemeindegebiets in der nach dem Schloss benannten Gemarkung Moritzburg. Östlich des Auers befindet sich der Ortsteil Moritzburg, südlich grenzt er an Coswiger Gebiet. Westlich des Auers liegt Weinböhla und nordwestlich dessen Ortsteil Neuer Anbau.
Etwa in der Mitte des Friedewalds gelegen, befindet sich der Auer auf einer etwa 10 Hektar großen, vom bei Sörnewitz in die Elbe mündenden Lockwitzbach durchflossenen Lichtung und ist komplett von Wald umgeben. Unweit südlich der Ortslage liegt auf Coswiger Flur der Illschenteich, einer der Moritzburger Teiche, südwestlich der Kapellenteich und das Forsthaus Kreyern.

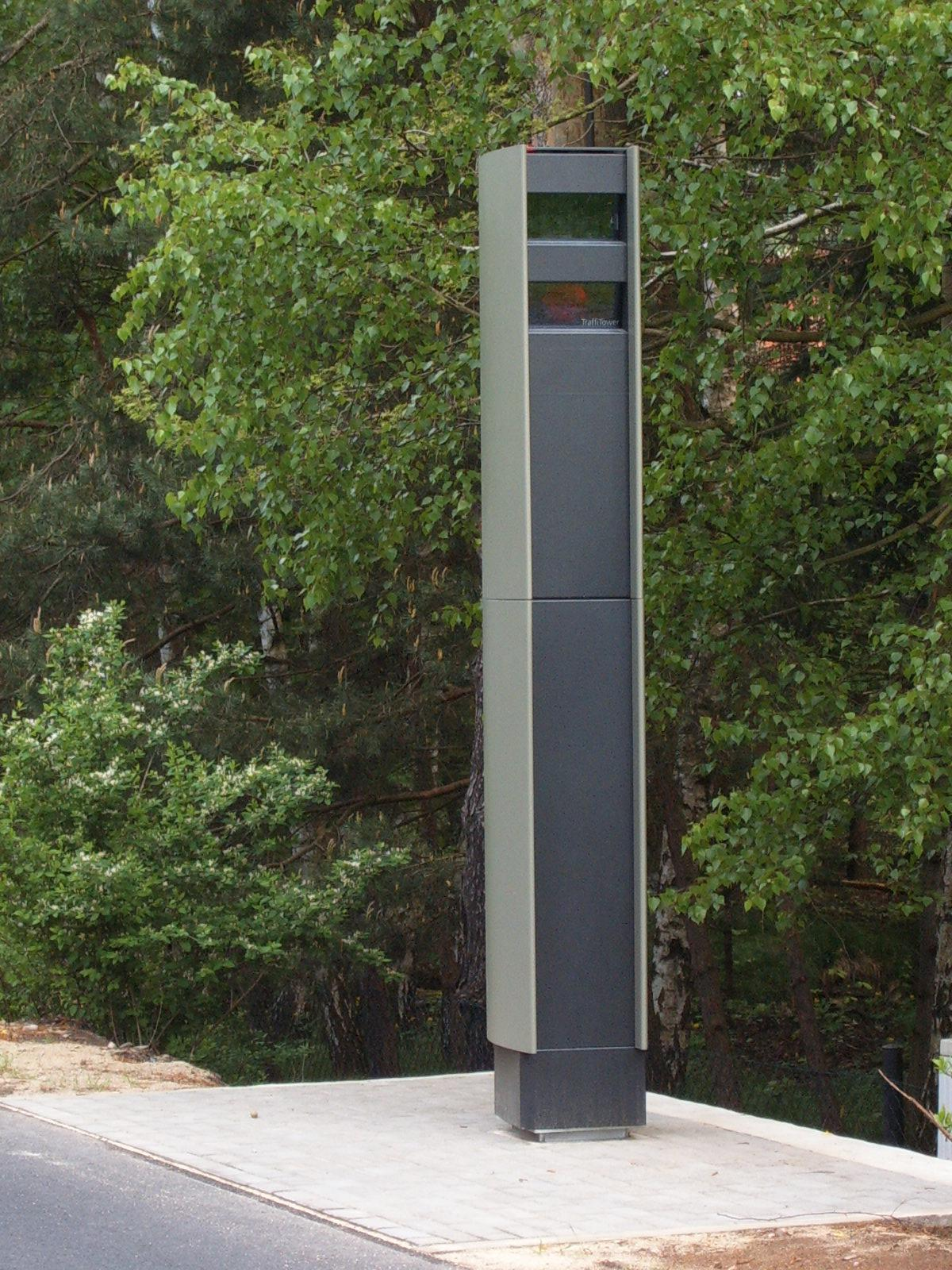
Blitzer „Traffi Tower“ (2005 entwickelt) an der Straße Richtung Großenhain in Auer

Am Auer kreuzen sich die Staatsstraßen S 80 von Radeburg nach Meißen (Weinböhlaer Straße) und S 81 von Klotzsche über Friedewald/Dippelsdorf nach Großenhain (Großenhainer Straße). Im Oktober 2011 wurde die drei Kilometer lange Umgehungsstraße im Südwesten des Ortes eröffnet, die durchgehend von Weinböhla zur Bundesautobahn 4 Flughafen Dresden als Autobahnzubringer dient. Die Verkehrsgesellschaft Meißen fährt den Ortsteil mit mehreren Buslinien an.

## Geschichte
Der Friedewald, in dem der Auer liegt, war kurfürstliches Jagdgebiet. Daran erinnert auch die 1618 unweit vom Auer errichtete Wolfssäule Friedewald.
Anfang des 18. Jahrhunderts befand sich am nahen Forsthaus Kreyern ein Tiergarten, in dem aus Litauen überführte und 1702 erstmals in Kreyern belegte Wisente gehalten wurden. Diese wurden nach den bereits ein Jahrhundert zuvor ausgestorbenen Vorfahren des Hausrinds im Volksmund fälschlicherweise auch als Auerochsen bezeichnet, kurz „Auer“. Im Jahre 1726 entstand für die Tiere ein neuer „Auergarten“ mit Tierwärterhaus. Er befand sich im alten Falkengarten, etwa 500 Meter nordwestlich des heutigen Ortsteils. Im Jahre 1764 wurden die Wisente, durch Kriegsumstände bedingt, in die Liebenwerdaer Heide verbracht.
Seit 1728 war der Auergarten mit dem Schankrecht ausgestattet. Das Schankgebäude wurde 1771 aufgestockt und zum Gasthaus vergrößert. Das Gebäude fand 1791 Erwähnung als „Auerhaus, bey Eisenberg ... liegt im Walde an der Hayn[ischen] Straße, ohnweit dem Forsthause Kreyern“. Die Bezeichnung „Auerhaus“ findet sich auch 1814 und 1827, letztere mit dem Zusatz „auch der Auer genannt“ versehen. Schon früh enthielt das Auerhaus eine Poststation, da es an der Poststraße Dresden–Großenhain lag. Die wirtschaftliche Bedeutung des Gebäudes ging jedoch mit der Errichtung einer neuen Poststation 1834 in Eisenberg zurück. Das ursprüngliche Auerhaus brannte 1869 infolge von Brandstiftung nieder.

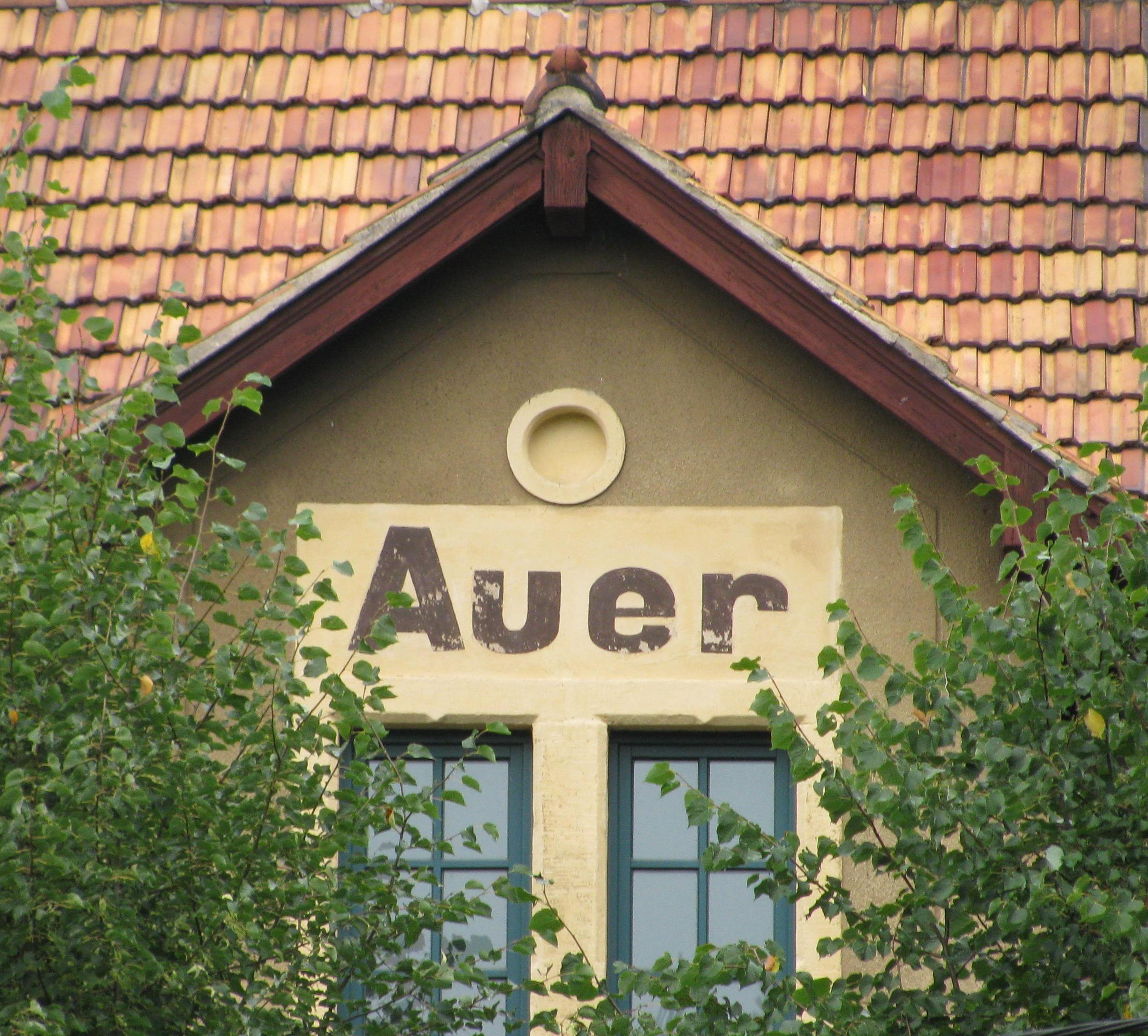
Fassadendetail am Gasthof zum Auer

Noch im gleichen Jahr wurde es durch einen Neubau namens „Auer“ ersetzt, der weiter südöstlich direkt an der Straßenkreuzung liegt und ebenfalls eine Schankwirtschaft beherbergte. Im Jahre 1904 wird der „Auer, Gasthaus und Schneidemühle, zu Eisenberg/Moritzburg“, genannt, 1875 und 1908 das „Auerhaus (Auer)“. Die Bezeichnung „Auer“ findet sich alleinstehend 1911. Sie ging in den 1920er und 30er Jahren von der Gaststätte auf die damals im nahen Umkreis entstehenden Einfamilienhäuser über, der Ortsname bedeutet also „Siedlung am Auer(ochsen)garten“.
Hatte die Bevölkerungszahl des Auers sowohl 1843 als auch 1875 noch bei 10 gelegen, vervielfachte sie sich im 20. Jahrhundert, als sich der Ort zunächst entlang des Siedlerwegs, später auch nach Westen am heutigen Querweg ausdehnte. Heute stehen etwa 100 Häuser und Häuschen am Auer. Die Häusergruppe gehörte seit ihrer Entstehungszeit zum Gutsbezirk Moritzburg beziehungsweise zur Gemeinde Eisenberg, aus der die heutige Gemeinde Moritzburg hervorging. Eingepfarrt war der Auer zunächst nach Steinbach, ab 1875 dann nach Moritzburg.
Am frühen Morgen des 18. Augusts 2000 traf den Auer ein Tornado, der bei Windgeschwindigkeiten von bis zu 200 km/h unmittelbar östlich der Ortslage auf unbewohntem Gebiet eine 150 bis 300 Meter breite und etwa einen Kilometer lange Schneise in den Wald schlug. Die Windhose entwurzelte zahlreiche Bäume oder knickte sie um und zerstörte außerdem Strom- und Telefonleitungen. Nach dreitägigen Aufräumarbeiten war die Straße zwischen Moritzburg und dem Auer wieder passierbar. Die entstandenen Schäden beliefen sich schätzungsweise auf 2 Millionen DM. Am 15. April 2007 ereignete sich am Auer ein schwerer Waldbrand.